# 울산항역
울산항역(Ulsan Harbor station, 蔚山港驛)은 대한민국 울산광역시 남구 매암동에 있는 울산항선의 역이다.
이 역은 여객취급은 하지 않는 화물취급 전용역이나, 이 역을 드나드는 열차편은 부정기적으로 존재한다. 나중에는 시험선으로 재개했다. 

## 역 주변
- 울산항
- 제2~8부두
- 울산화학
- 대봉공업
- 삼양사
- 재경실업
- 경동CL
- 대일마을
- 현대모비스, 현대글로비스
- 울산지방해양항만청, 울산해양경찰
- 장생포고래박물관

## 역사
- 1951년 8월 10일 : 보통역으로 영업 개시[1]
- 1954년 2월 10일 : 현재 역사 준공
- 1973년 1월 1일 : 배치간이역으로 격하[2]
- 1979년 8월 21일 : 민수용 무연탄 도착취급역 지정
- 1996년 3월 15일 : 컨테이너야드 조성
- 일자 불명 : 무배치간이역으로 격하
- 2023년 말 : 시험선으로 재개
- 2027년 : 도시철도로 편입 계획중